# Parapsilorhynchus prateri
Parapsilorhynchus prateri är en fiskart som beskrevs av Hora och Misra, 1938. Parapsilorhynchus prateri ingår i släktet Parapsilorhynchus och familjen karpfiskar. IUCN kategoriserar arten globalt som akut hotad. Inga underarter finns listade i Catalogue of Life.